# Gil Pires
Gil Vicente de Paes Pires (Recife, 24 de janeiro de 1982) é um jogador brasileiro de handebol.
Integrou a seleção que disputou os Jogos Pan-Americanos de 2011 em Guadalajara, no México.

## Principais conquistas

### Handebol indoor[2]
Com a seleção brasileira
- Campeão dos Jogos Sul-Americanos de 2010 em Medellin
- Vice campeão dos Jogos Pan-Americanos de 2011 em Guadalajara
- Vice campeão pan-americano de 2012 em Buenos Aires
- Participação no Mundial da Suécia em 2011
- Participação no Mundial da Espanha em 2013
- 3º lugar no Pré-Olímpico da Suécia em 2012

## =Handebol de areia[2]
Com clubes
- 7x campeão brasileiro
- Campeão europeu com o Akropolis da Grécia 2016
- 3° lugar no europeu 2014

Com a seleção brasileira
- Campeão no Mundial no Brasil em 2006
- Campeão no Mundial na Turquia em 2010
- Campeão no Mundial do Brasil em 2014
- Vice-campeão no Mundial da Espanha em 2008
- Vice-campeão no Mundial da Hungria em 2016
- Campeão do World Games (equivalente aos Jogos Olímpicos da modalidade) na China em 2009
- Campeão do World Games na Colômbia em 2013
- Campeão do World Games na Polônia em 2017
- Campeão pan-americano no Uruguai em 2008 e 2010
- Campeão dos Jogos Sul-Americanos de Areia no Uruguai em 2009
- Campeão pan-americano no Paraguai em 2014
- Campeão pan-americano no USA em 2018